# Gerd Hänska
Gerd Hänska (* 16. Juli 1927 in Berlin; † 1996 in Berlin) war ein deutscher Architekt.
Gerd Hänska studierte Architektur an der Technischen Universität Berlin. Einer der Professoren, die Hänska prägten, war Peter Poelzig, in dessen Büro er mitarbeitete, bevor er sich als Architekt selbständig machte.

## Werk
Das Werk Hänskas umfasst eine Vielzahl von Wohnbauten und öffentlichen Gebäuden für Wissenschaft und Versorgung, welche er bis zu Beginn der 1970er Jahre gemeinsam mit seiner Frau Magdalena Hänska realisierte. Der bekannteste Entwurf des Ehepaars ist der Bau der Zentralen Tierlaboratorien der Freien Universität Berlin, heute Forschungseinrichtung für experimentelle Medizin, genannt Mäusebunker (Entwurf 1967–1970, Ausführung mit Unterbrechungen in zwei Bauphasen 1971–1975 und 1978–1981, Baustil Brutalismus). Zwei weitere Wissenschaftsbauten von Hänska sind ebenfalls prominent: der Ernst-Ruska-Bau für Elektronenmikroskopie des Fritz-Haber-Instituts (1972–1974) und die Synchrotron-Anlage BESSY 1 in Berlin-Schmargendorf (1980–1982). BESSY war der größte Teilchenbeschleuniger Berlins – bis der Betrieb dort eingestellt wurde. Dank der radikalen Gestaltung des Mäusebunkers gilt Hänska als prominenter Vertreter des Brutalismus.
Insgesamt ist das Werk jedoch variantenreich und reicht von zurückhaltenden Planungen der frühen 1960er Jahre über postmoderne, eklektische Entwürfe in den 1980er Jahren bis hin zum Bauen im Bestand. Eine besondere Bedeutung haben die Entwürfe Hänskas jedoch vor allem in Bezug auf expressive Geometrien. Zylindrische Bauteile, geometrische Grundformen wie Pyramiden, geneigte Fassaden, spitze Winkel und andere dynamische Formen zeichnen Hänskas Bauten der 1970er Jahre aus. Typisches Merkmal seiner Entwürfe sind abgeschrägte und gestaffelte Geschosse.
Hänska war Teil der Planungsgruppe Sanierungsgebiet Kreuzberg Süd (SKS), gemeinsam mit Klaus H. Ernst, Bodo Fleischer, Herbert Stranz und Hans Wolff-Grohmann. Die einzelnen Mitglieder der Planungsgruppe SKS bebauten im Anschluss an die städtebauliche Planung (1969–1975) jeweils unterschiedliche Bereiche des Planungsgebiets. Die Wohnhauszeile von Hänska und Fleischer (1975–1977) steht entlang der Böcklerstraße, gut sichtbar von Böcklerpark und Urbanhafen.
Als Angestellter im Büro von Poelzig bearbeitete Hänska ab 1960 das Wohngebiet Hansaviertel-Nord Lessingstraße/Flensburger Straße in Berlin-Tiergarten. Als Selbständiger arbeitete er bis einschließlich des Entwurfs der Kindertagesstätte der Karl-Bonhoeffer-Nervenklinik in Wittenau gemeinsam mit seiner Frau Magdalena an mindestens 12 Projekten. In diese Phase fallen beispielsweise die Bruno-Lösche-Bibliothek in Moabit (1963–1964), die Landeslehranstalt für medizinisch-technische Assistenten in Berlin-Steglitz, Leonorenstraße (1963–1965) sowie der Entwurf der Zentralen Tierlaboratorien (1969–72). Mitarbeiter bei der MTA-Lehranstalt waren Peter Brinkert und Volker Theissen. Weitere Mitarbeiter waren Gerd Schumann (Kita der Karl-Bonhoeffer-Nervenklinik), Kurt Schmersow (Mäusebunker) Bernd Johae (BESSY), Wolfgang Roemer (Wohnsiedlung am Böcklerpark) und Hans-Jürgen Ruprecht (Grundschule Efeuweg Gropiusstadt). Das Architekturbüro Hänska wurde über einen langen Zeitraum von Vater Gerd und Sohn Thomas geführt. Verfasser der Entwürfe auf den 1980er und 1990er Jahren sind Gerd & Thomas Hänska.
Die Wohnbebauung am Böcklerpark realisierte Hänska (mit Johae und Roemer) in Zusammenarbeit mit Architekturbüro von Bodo Fleischer. Ein großes Betätigungsfeld des Büro Hänska waren Bauten für Versorgung und soziale Einrichtungen. Auf dem Gelände der Karl-Bonhoeffer-Nervenklinik plante und baute Hänska zwischen 1966 und 1982 insgesamt elf Gebäude. Das Büro plante zudem mehrere Kindertagesstätten und Lehreinrichtungen. Außerhalb Berlins realisierte Hänska die Tierlabore des Max-Planck-Instituts für Immunbiologie und Epigenetik in Freiburg (1979–1982). Die Informationen zum Werk stammen unter anderem aus einer Werkliste, die Thomas Hänska an den BDA-Berlin übermittelt hat.
Typisch für das Werk eines Architekten der Nachkriegsmoderne ist die kontroverse Rezeptionsgeschichte. Der Mäusebunker polarisierte bereits zum Zeitpunkt seiner Fertigstellung. Dies ist auch heute noch so – wobei neben der radikalen Gestaltung des Gebäudes auch dessen Nutzung für Tierversuche dazu beigetragen haben dürfte. Manche Bauten wurden schon abgerissen, wie etwa der sogenannte kleine Mäusebunker und die Lehranstalt in der Leonorenstraße. Die Charité plante für den Herbst 2020 ursprünglich auch den Abbruch des Mäusebunkers, während der Landesdenkmalrat die Erhaltung empfahl. Mittlerweile sind die Abrisspläne bis Herbst 2021 ausgesetzt, und es wird nach Umnutzungsmöglichkeiten für das Gebäude gesucht.
Wirklich umstritten sind jedoch nur wenige von Hänskas Projekten. Ein Beispiel für durchweg positive Resonanz ist der denkmalgeschützte Ernst-Ruska-Bau. Dort sind Räume für technisches Gerät als hermetische, fensterlose Zylinder separat neben einen schlanken Gebäuderiegel gestellt. Zu den Bauten von Hänska, die im Berliner Stadtbild am stärksten präsent sind, zählen die Wohnhäuser am Böcklerpark in Kreuzberg – sie sind eine räumlich komplexe Megastruktur. BESSY, Mäusebunker und Ernst-Ruska-Bau sind trotz ihrer Lage am Stadtrand bedeutende Bauten der Berliner Nachkriegsmoderne. Auch in Wittenau – in der Rollberge-Siedlung (1966–1968) und der Karl-Bonhoeffer-Nervenklinik (1966–1982) – hat Hänska eine beträchtliche Anzahl von Bauten realisiert und einen substanziellen Beitrag zur Berliner Nachkriegsarchitektur geleistet.

## Ausgeführte Entwürfe (Auswahl)
- 1963–1964: Schwesternwohnheim in Berlin-Wilmersdorf in der Johannisberger Straße 64–66, gemeinsam mit Magdalena Hänska
- 1963–1964: Bruno-Lösche-Bibliothek in Berlin-Moabit in der Perleberger Straße 33, gemeinsam mit Magdalena Hänska
- 1964–1966: Landwirtschaftliche Nebenerwerbsstellen in Berlin-Buckow und Kladow, gemeinsam mit Magdalena Hänska
- 1964–1966: Umbau einer Villa in Berlin-Wannsee, Am Sandwerder 28, gemeinsam mit Magdalena Hänska (weitere Umbauten 1993 mit Thomas Hänska)[8]
- 1965: Gärtnereibetriebe in Berlin-Lübars, gemeinsam mit Magdalena Hänska
- 1965–1967: Hermann-von-Helmholtz-Schule (Grundstufe) und Kindertagesstätte in Berlin-Gropiusstadt in der Wutzkyallee, gemeinsam mit Magdalena Hänska
- 1966–1968: Wohnbebauung in der Schwarzwaldsiedlung in Berlin-Waidmannslust zwischen Schluchseestraße und Titiseestraße, gemeinsam mit Magdalena Hänska
- 1966–1969: Bettenhaus 1 der Karl-Bonhoeffer-Nervenklinik in Berlin-Wittenau[5], gemeinsam mit Magdalena Hänska
- 1967: Landeslehranstalt für medizinisch-technische Assistenten in Berlin-Steglitz, Leonorenstraße, gemeinsam mit Magdalena Hänska (abgerissen)
- 1968: Walt-Disney-Grundschule in Gropiusstadt, Efeuweg 34, gemeinsam mit Magdalena Hänska
- 1969–1972: Entwurf Zentrale Tierlaboratorien der Freien Universität Berlin (sogenannter Mäusebunker) in Berlin-Lichterfelde, Krahmerstraße (Ausführung erste Bauphase 1971–1975, Fertigstellung 1978–1981), gemeinsam mit Magdalena Hänska
- 1970–1972: Nahariya-Grundschule in Berlin-Lichtenrade in der Nahariyastraße 17
- 1970–1974: Diagnostikum Radiologie der Karl-Bonhoeffer-Nervenklinik in Berlin-Wittenau
- 1971–1972: Kindertagesstätte der Karl-Bonhoeffer-Nervenklinik in Wittenau, gemeinsam mit Magdalena Hänska
- 1972–1974: Neubau für die Abteilung für Elektronenmikroskopie (Ernst-Ruska-Bau) der Max-Planck-Gesellschaft in Berlin-Dahlem, Van’ t-Hoff-Straße 17[9]
- 1974–1975: Zwei Wohnhäuser in Berlin-Hermsdorf im Waldseeweg
- 1974–1976: Rehazentrum, Kindertagesstätte und Schule für Sonderpädagogik in Berlin-Zehlendorf im Teltower Damm 95–123
- 1975–1977: Seniorenwohnhaus in Berlin-Moabit in der Havelberger Straße 1–2
- 1975–1977: Wohnsiedlung am Böcklerpark in Berlin-Kreuzberg, gemeinsam mit Bodo Fleischer
- 1975–1980: Küchengebäude und Speisesaal der Karl-Bonhoeffer-Nervenklinik in Berlin-Wittenau
- 1976–1981: Schule für Ergotherapie, Handwerk und Lehrkrankenhaus der Karl-Bonhoeffer-Nervenklinik in Berlin-Wittenau
- 1977–1982: Bettenhaus 2 der Karl-Bonhoeffer-Nervenklinik in Berlin-Wittenau
- 1978–1981: Berliner Elektronenspeicherring BESSY 1 in Berlin-Wilmersdorf, Breitenbachplatz
- 1979: Aufstockung und Umbau Hotel Central in Berlin-Tegel in der Seidelstraße 33
- 1979–1981: Solarfassade am Institut für Anorganische Chemie der FU Berlin in Berlin-Dahlem in der Fabeckstraße 34–36
- 1979–1982: Tierlabore des Max-Planck-Instituts für Immunbiologie und Epigenetik in Freiburg
- 1982–1984: Kindertagesstätte in Berlin-Neukölln in der Böhmischen Straße 1
- 1982–1984: Wohnhaus in Berlin-Kreuzberg in der Bergmannstraße 14/14a
- 1983–1985: Erweiterungsbau BESSY in Berlin-Schmargendorf in der Dillenburger Straße
- 1984–1986: Erweiterung des Instituts für Botanik der Freien Universität Berlin, Altensteinstraße 6, Berlin-Dahlem, mit Bernd Johae[10]
- 1988–1989: Clubhaus Segelverein am Stößensee in der Havelchaussee 129
- 1990–1993: Erweiterungsbau Hotel Central in Berlin-Tegel in der Seidelstraße 33
- 1992–1996: Umbau des ehemaligen Gebäudes der Akademie für Ärztliche Fortbildung der DDR am  Nöldnerplatz in Berlin-Rummelsburg in der Nöldnerstraße 34–36
- 1993–1996: Umbau Wohnhaus in Berlin-Mitte in der Rosa-Luxemburg-Straße 14
- 1995: Wohnhaus in Berlin-Lichterfelde in der Seehofstraße 123

## Galerie

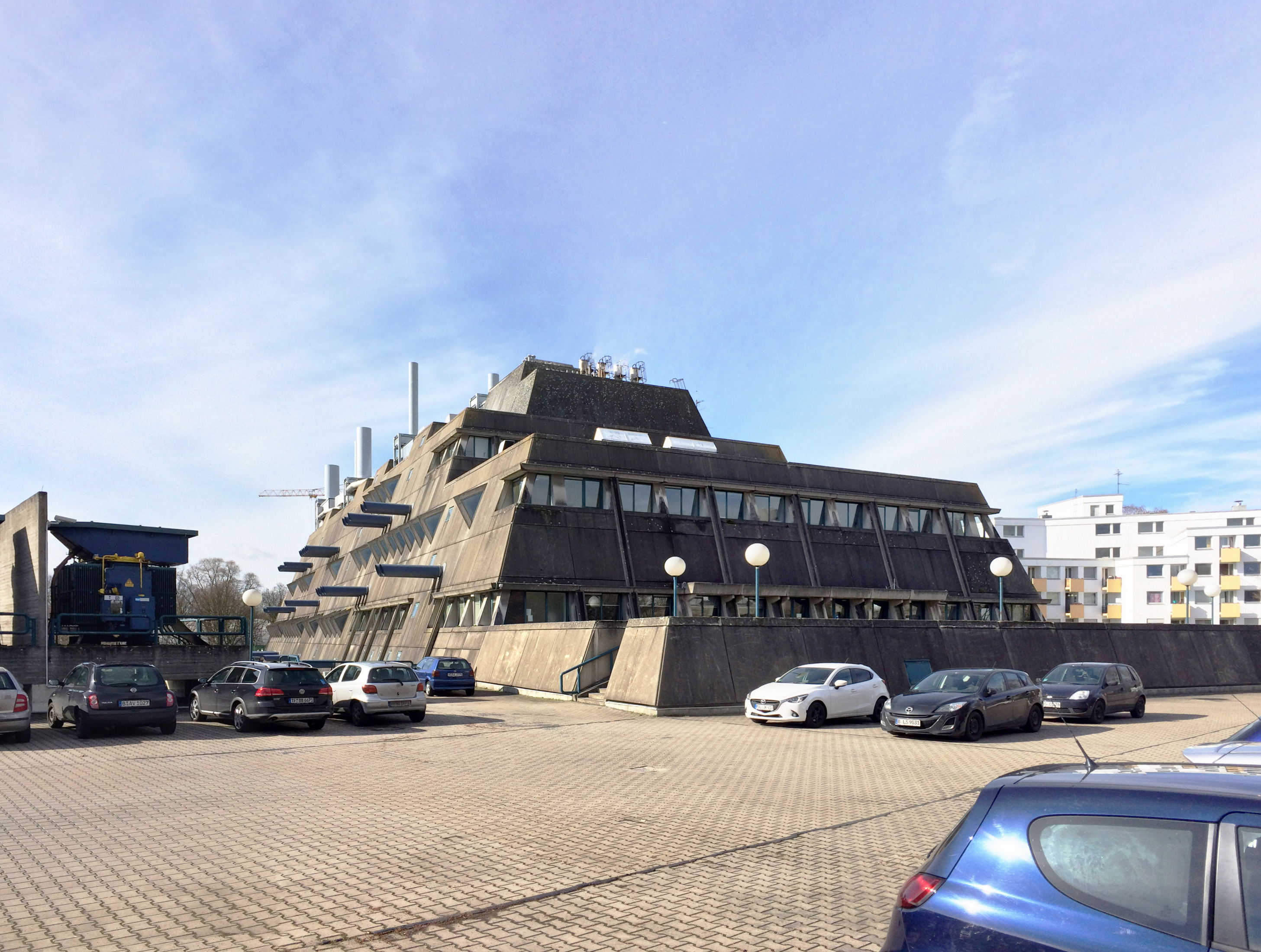
Tierversuchslabor FU-Berlin, sog. Mäusebunker
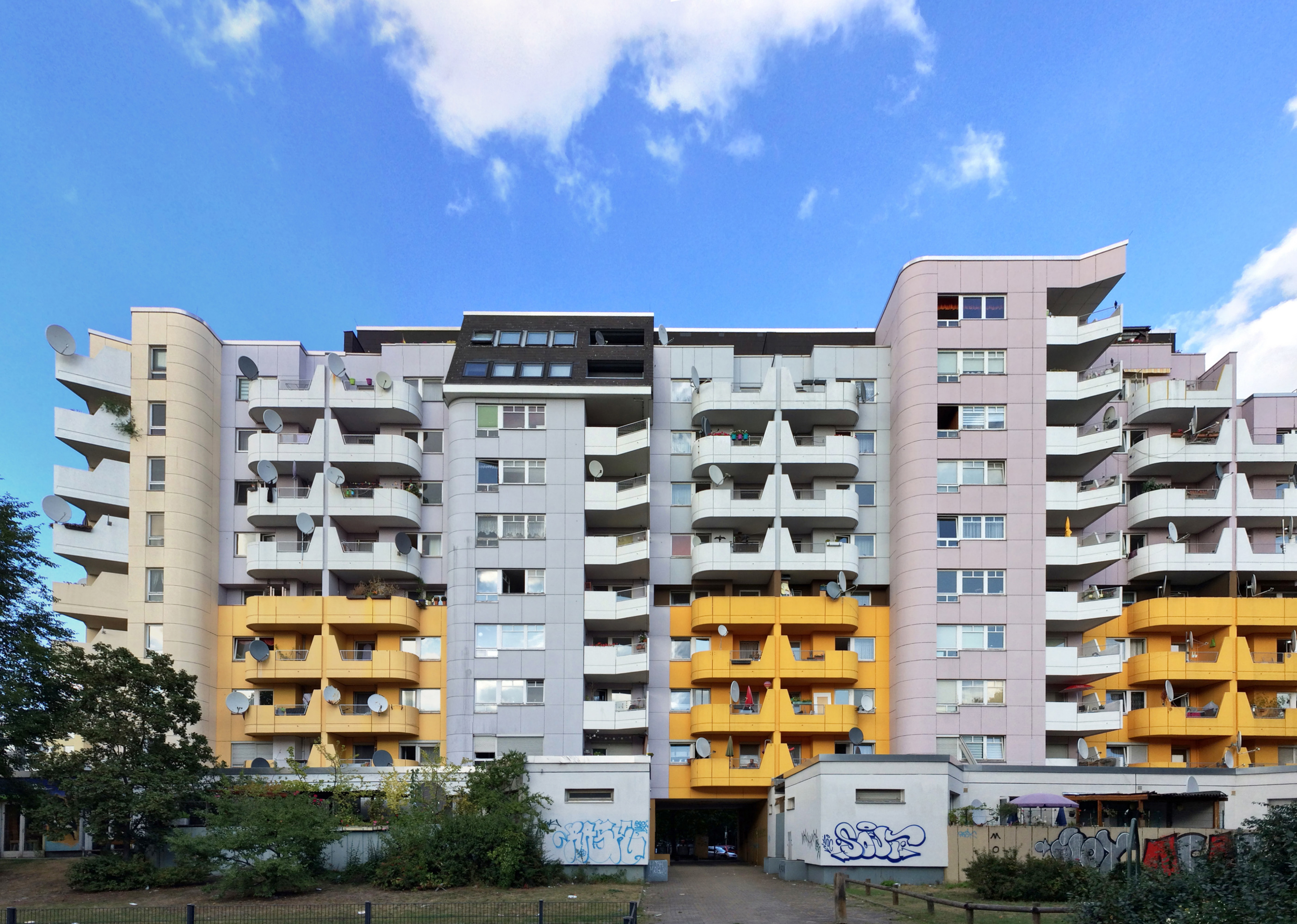
Wohnsiedlung am Böcklerpark
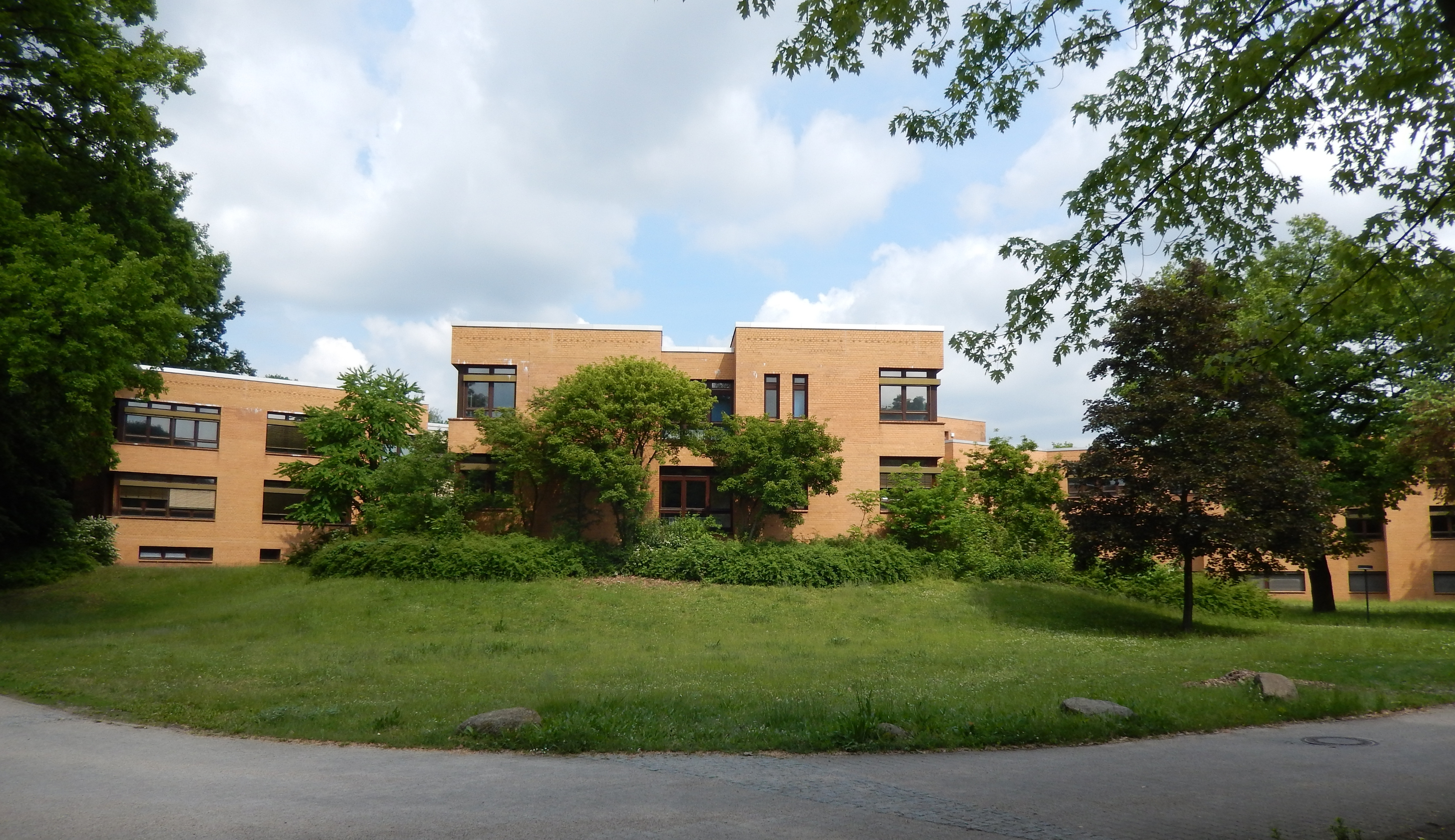
Bettenhaus der Karl-Bonhoeffer-Nervenklinik
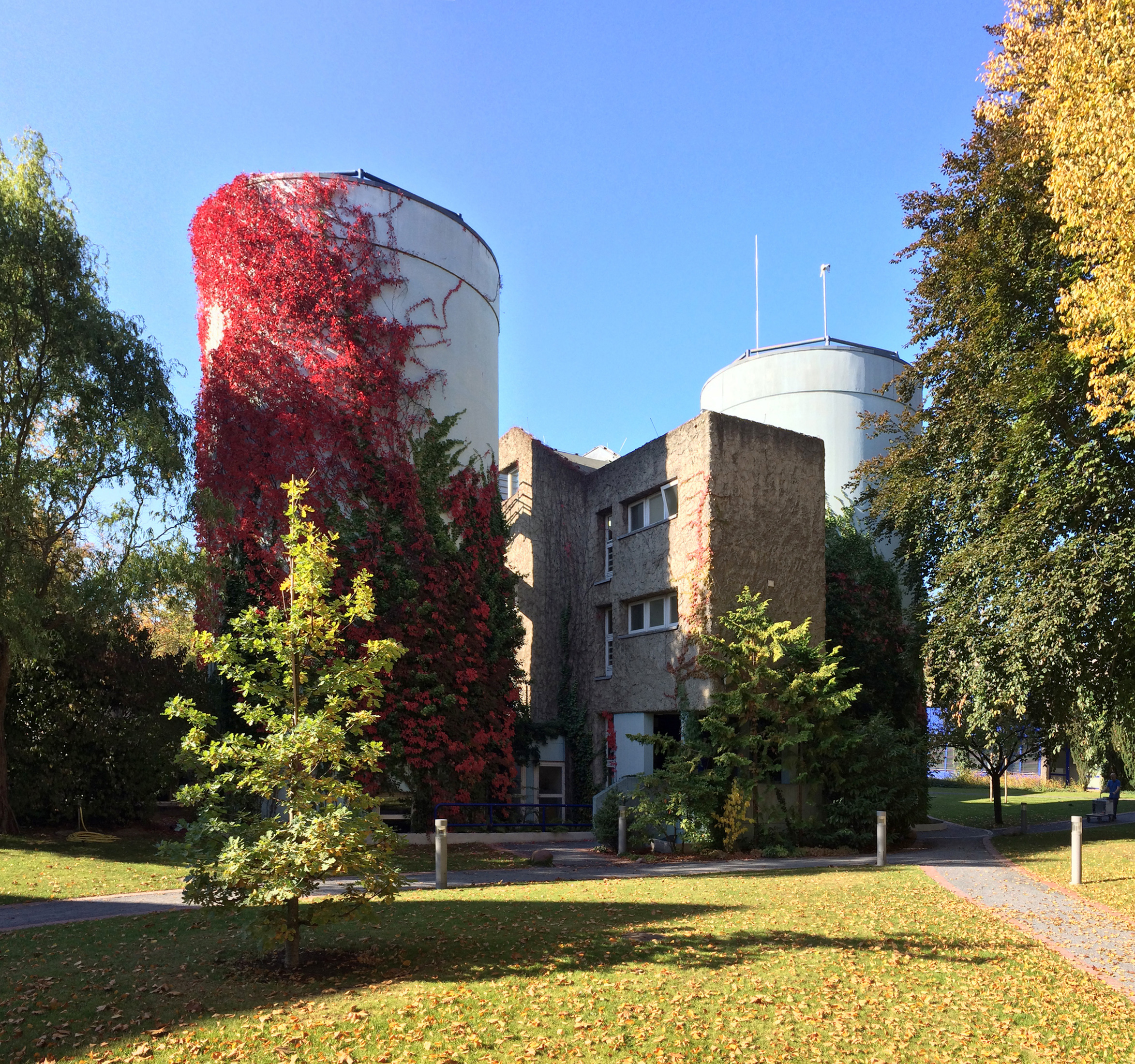
Ernst-Ruska-Bau
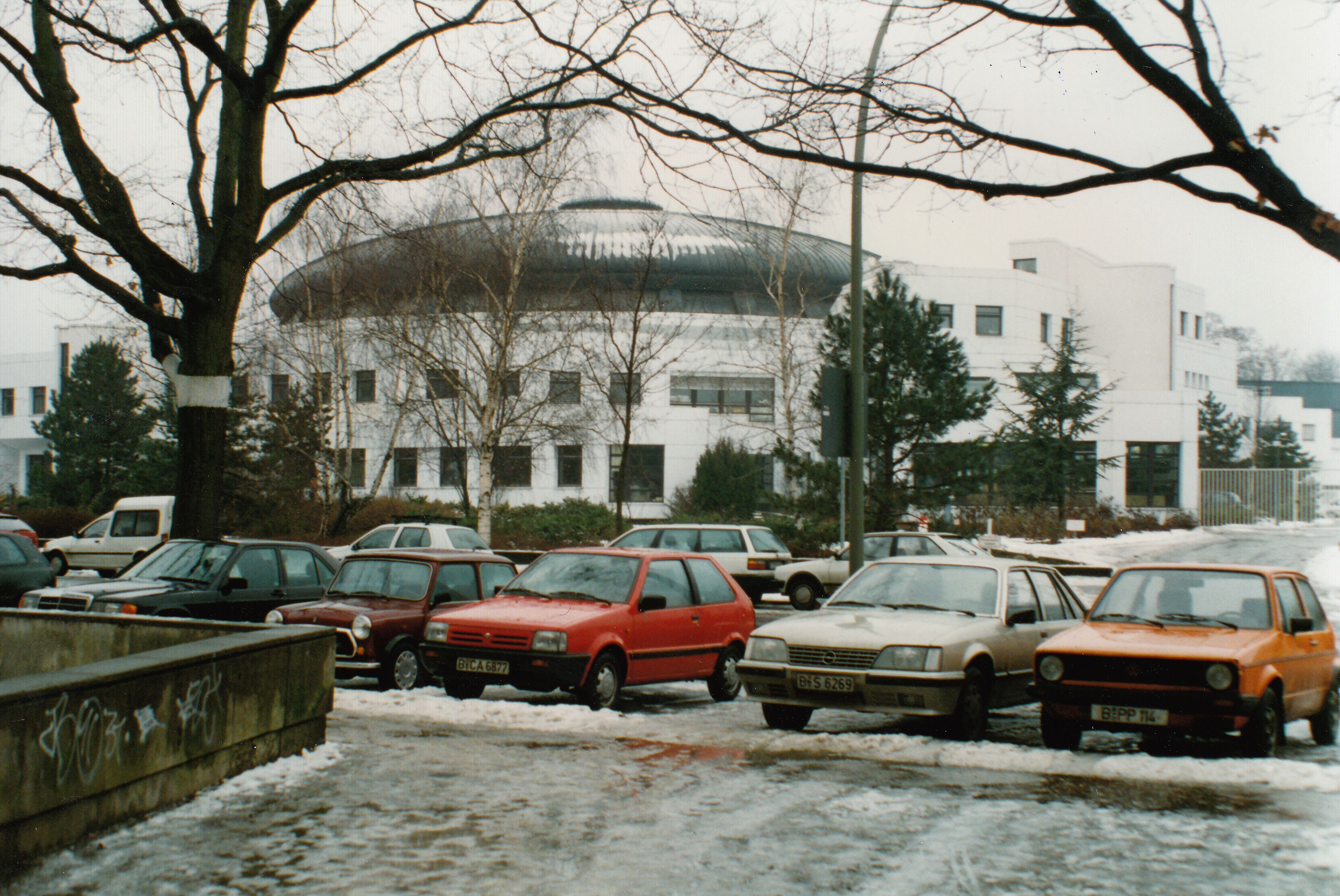
BESSY I Berlin-Wilmersdorf
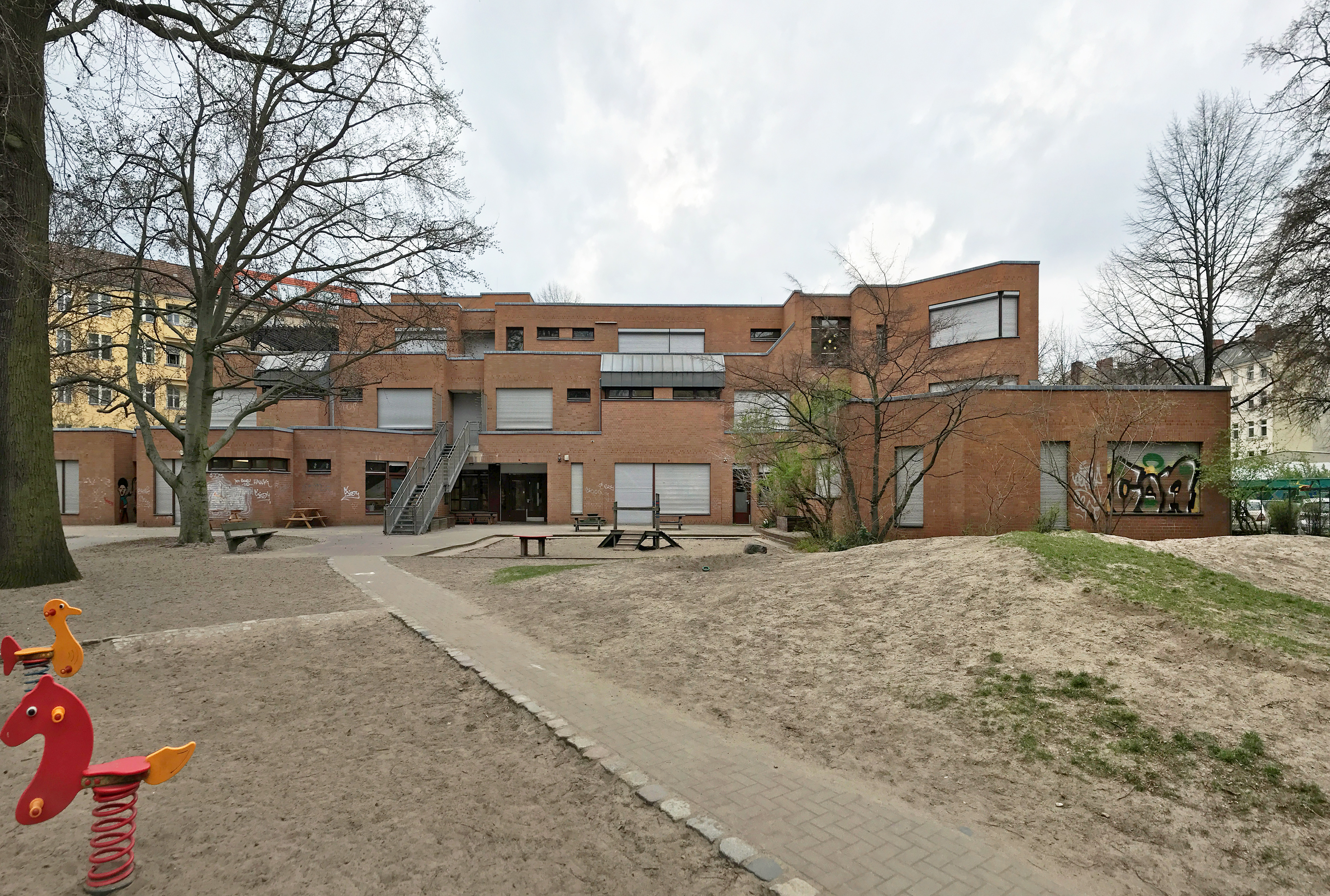
Kita Böhmische Straße, Berlin-Neukölln
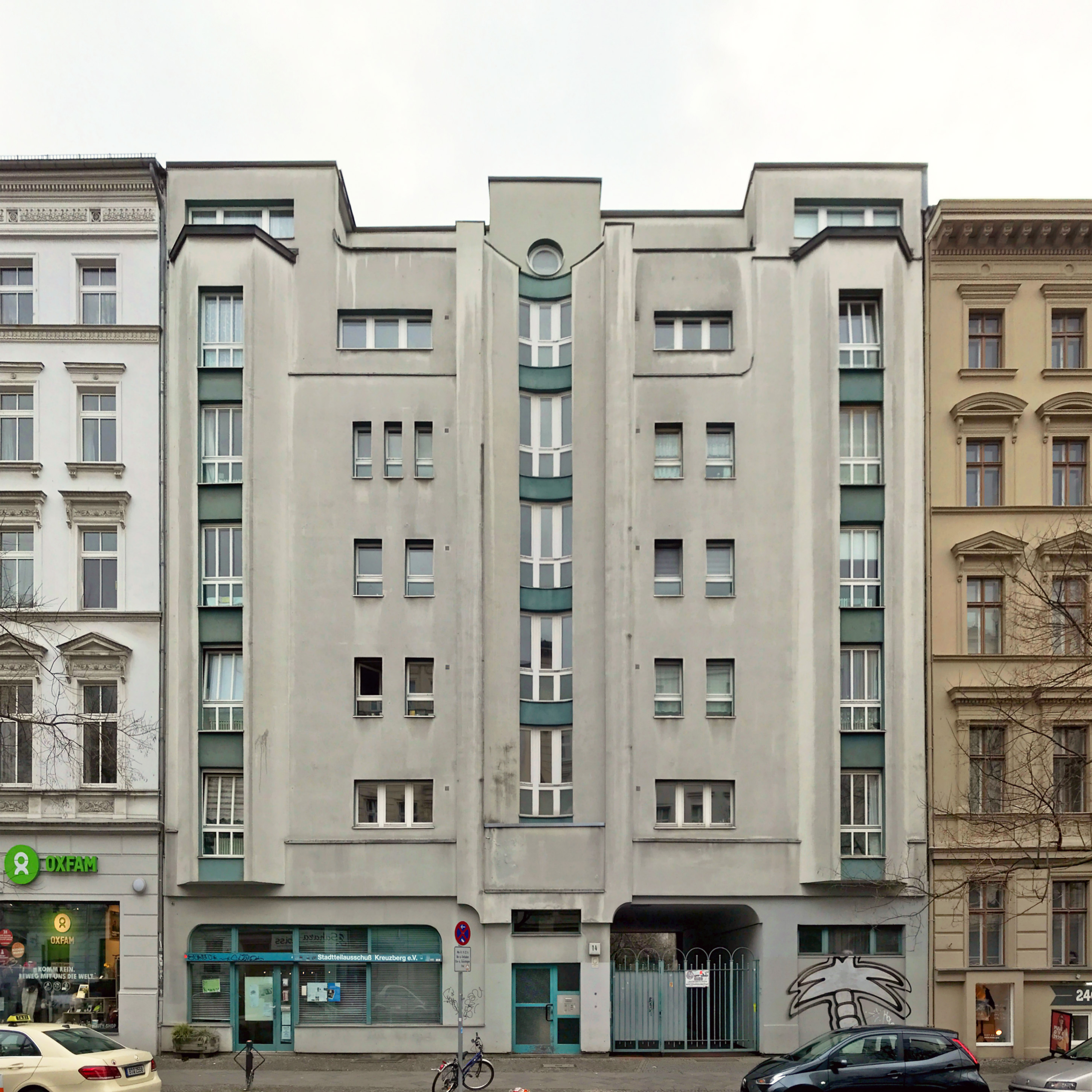
Bergmannstraße 14/14a, Berlin-Kreuzberg